# Fred Macbeth
Fred Macbeth, född 26 december 1909, död 20 september 1986, var en friidrottare från Kanada. Han deltog vid olympiska sommarspelen 1928.